# Тимофей Печерский
Тимофей Печерский (? — † 24 мая 1131—1132) — христианский святой, почитается в лике преподобных. Память совершается 28 августа (10 сентября) в Соборе преподобных отцов Киево-Печерских в Дальних пещерах почивающих

## Житие
Святой Тимофей жил в XI—XII веках. С 1124 года был игуменом Киево-Печерской лавры. При нем в Киеве был большой пожар, от которого сгорела значительная часть города и около 600 церквей.
В летописи от 6637 (1130 г.) года значится, что святой Тимофей обложил золотом и серебром раку преп. Феодосия Печерского, за счет суздальского тысяцкого, князя Георгия Симоновича, который прислал для этой цели 500 гривен серебра и 50 гривен золота.
Скончался преподобный Тимофей в 1131—1132 г.
Мощи его находятся в Дальних (Феодосиевых) пещерах Киево-Печерской лавры.